# Paisaje protegido de Tamanca
El paisaje protegido de Tamanca ocupa una franja alargada en la ladera occidental de la dorsal Cumbre Vieja de la isla de La Palma, España.

## Toponimia
Tamanca era el nombre de una de los cantones o divisiones territoriales de la isla de La Palma en el periodo prehispánico. Comprendería las actuales zonas de Las Manchas y El Charco.
En algunas fuentes el cantón aparece denominado como Guehebey. El nombre del jefe, según la mayoría de las fuentes, sería también Tamanca, si bien para algunos filólogos este término correspondería tan solo con un topónimo y no a un nombre propio de persona.
Actualmente existen topónimos como el barranco de Tamanca, el volcán de Tamanca así como una zona detrás de la montaña Demetrio.

## Características
Hay que destacar la riqueza florística de la zona, con 55 especies endémicas de plantas, 19 de las cuales solo existen en La Palma. Tres de éstas especies están incluidas dentro del Catálogo de Especies Amenazadas de Canarias (Decreto 151/2001, del 23 de julio) y, una de ellas, Cheirolophus duranii, se encuentra en peligro de extinción. Además están consideradas numerosas áreas de interés florístico entre las que encontramos el palmeral de Las Casas Viejas y los matorrales con especies del bosque termófilo. También son importantes los tabaibales amargos y retamares en las zonas de medianías y bajas, sobre todo por la gran riqueza faunística que alberga.
Aunque el número de especies de animales vertebrados es relativamente bajo (37), hay que destacar la presencia de dos subespecies de aves propias de la isla de La Palma: el pinzón vulgar (Fringilla coelebs palmae) y el Herrerillo (Parus caeruleus palmensis) y un mamífero endémico: el murciélago Plecotus euphorbiae. Además se encuentran otras especies estrictamente protegidas por el Convenio Internacional de Berna y el de Bonn, como la graja, la abubilla, el reyezuelo y diversas aves rapaces. La mayoría de las especies también se encuentran inscritas en el Catálogo Nacional de Especies Amenazadas por su interés especial. La Directiva comunitaria de Aves incluye también a la graja y al aguililla como especies a proteger, mediante la conservación de su hábitat natural.
Sin duda alguna, el mayor tesoro faunístico del Paisaje Protegido de Tamanca está representado por los animales invertebrados, ya que se han descrito hasta la fecha 257 especies diferentes, de las cuales 69 solo están presentes en La Palma. De ellas, 8 son especies singulares por ser endemismos locales y 3 están amparadas por algún grado de protección ya que están incluidas en el Catálogo de Especies Amenazadas de Canarias. Sin duda alguna, la más importante es el saltamontes Acrostira euphorbiae. Está considerada en peligro de extinción, debido a lo limitado de su hábitat y a las enormes presiones inmobiliarias que existen en la zona. Es posiblemente una de las especies más amenazadas que existen en Canarias. Las tendencias desarrollistas de los últimos años, con campos de golf y urbanizaciones proyectadas para la zona de Tamanca (ARIDANE GOLF), amenazan seriamente la subsistencia de este saltamontes...su distribución es muy reducida y limitada a dos espacios naturales protegidos, pero sorprendentemente las presiones políticas todavía ponen en entredicho la necesidad de protegerla con la mera aplicación de la ley .
Toda estas riquezas naturales no solo tienen importancia a nivel insular, autonómica o nacional, también han sido reconocidas y valoradas a nivel internacional. La Red Natura 2000 ha incluido el Paisaje Protegido de Tamanca dentro de su lista de Lugares de Interés Comunitario (LIC ES70020022), sobre todo para asegurar la supervivencia de las especies vegetales y animales endémicas antes mencionadas, y, en concreto, de las que están en peligro de extinción y, por tanto, protegidas por la Directiva de Hábitats (92/43/CEE) por ser Especies Prioritarias. 
El Tribunal Superior de Justicia de Canarias (TSJC) ratificó hace dos años lo que ya manifestó hace quince años: que el proyecto Aridane Golf en el Paisaje Protegido de Tamanca es contrario a la legalidad. A pesar de ello, sigue habiendo fuertes presiones políticas para su realización, hasta el punto de que el Gobierno de Canarias ha aprobado recientemente La Ley de Medidas Urgentes que, con sus enmiendas 39 y 40, van a permitir la construcción del campo de golf y el hotel, saltándose cualquier evaluación o ley medioambiental. Se cree que esto es un fraude de ley porque los proyectos son los que se tienen que ajustar a la normativa y no a la inversa. A esta trampa legal, hay que añadir ahora otra: el intento por parte del gobierno de Canarias de descatalogar a la amenazada Acrostira euphorbiae del Catálogo de Especies Amenazadas, desoyendo las protestas y alegaciones de los biólogos de La Laguna, que alertan del inminente peligro de extinción de dicha especie, de llevarse a cabo los citados proyectos urbanísticos en este espacio natural protegido. Una vez más, los intereses particulares de algunos empresarios y políticos afines se anteponen a la conservación de la naturaleza, ésta de interés general.